# Пета Йенсен
Пета Йенсен (Дженсен, англ. Peta Jensen; род. 24 декабря 1990 года) — американская порноактриса.

## Биография
Родилась в городе Зефирхиллс (Флорида) в канун Рождества 1990 года в семье немецкого, ирландского и шотландского происхождения. Начала танцевать эротические танцы в разных клубах, затем была обнаружена агентом по поиску талантов, который в сентябре 2014 года предложил ей провести фотосессию.
С тех пор она поработала с ведущими американскими производителями фильмов для взрослых, такими как Bang Bros, Brazzers, Jules Jordan Video, Digital Sin и Naughty America. Несколько месяцев состояла в браке, затем развелась.
В 2015 году вместе с порноактрисой Эми Майли приняла участие в съёмке сцены секса в эпизоде второго сезона телесериала «Настоящий детектив», которая снималась в особняке в Пасадине (Калифорния). Также снималась в одноимённой порно-пародии на сериал вместе с Эбигейл Мэк и Абеллой Дейнджер.
В 2016 году была номинирована на AVN Awards и XBIZ Award в категориях «лучшая новая актриса». В том же году была представлена на AVN в номинациях «лучшая сцена группового секса» (вместе с Адрианой Чечик, Аидрой Фокс, Карли Грей, Дэни Дэниелс, Джеймсом Дином, Эриком Эверхардом и Миком Блу) за Orgy Masters 7 и «лучшая парная сцена», с Биллом Бэйли, за Bra Busters 6.
Снялась более чем в 170 фильмах. 
Завершила карьеру порноактрисы в 2018 году.

## Премии и номинации
| Год  | Церемония         | Результат | Номинация                                                | Работа              |
| ---- | ----------------- | --------- | -------------------------------------------------------- | ------------------- |
| 2016 | AVN Awards        | Номинация | Приз зрительских симпатий: лучшая грудь                  | н/д                 |
| 2016 | AVN Awards        | Номинация | Лучшая групповая сцена                                   | Orgy Masters 7      |
| 2016 | AVN Awards        | Номинация | Лучшая новая старлетка                                   | н/д                 |
| 2016 | AVN Awards        | Номинация | Лучшая парная сцена                                      | Bra Busters 6       |
| 2016 | AVN Awards        | Номинация | Приз зрительских симпатий: медиазвезда                   | н/д                 |
| 2016 | AVN Awards        | Номинация | Приз зрительских симпатий: самая горячая актриса-новичок | н/д                 |
| 2016 | XBIZ Award        | Номинация | Лучшая новая старлетка                                   | н/д                 |
| 2016 | Spank Bank Awards | Номинация | Новичок года                                             | н/д                 |
| 2016 | Spank Bank Awards | Номинация | Лучшие ноги                                              | н/д                 |
| 2016 | Spank Bank Awards | Номинация | Boobalicious Babe of the Year                            | н/д                 |
| 2016 | Spank Bank Awards | Номинация | Киска года                                               | н/д                 |
| 2017 | AVN Awards        | Номинация | Лучшая лесбийская сцена                                  | Anything He Desires |
| 2017 | AVN Awards        | Номинация | Приз зрительских симпатий: любимая актриса               | н/д                 |
| 2017 | Spank Bank Awards | Номинация | Boobalicious Babe of the Year                            | н/д                 |
| 2017 | Spank Bank Awards | Номинация | Most Volumptous Vixen                                    | н/д                 |
| 2017 | XBIZ Award        | Номинация | Лучшая актриса в пародийном фильме                       | Storm of Kings      |
| 2017 | XBIZ Award        | Номинация | Лучшая сексуальная сцена во всем секс-фильме             | Take the Condom Off |
| 2017 | XBIZ Award        | Номинация | Лучшая сексуальная сцена в парном фильме или тематике    | Anything He Desires |